# Policarpo José Machado
Policarpo José Machado ComC • GCNSC (Lisboa, Madalena, 5 de Julho de 1796 – Lisboa, Madalena, 21 de Dezembro de 1875), 1.º Visconde de Benagazil, foi um político, empresário agrícola e comercial, militar e filantropo português.

## Família
Filho de António Francisco Machado, cuja mãe era de ascendência Italiana, ao qual foram concedidas Armas de Machado com timbre de Machado por Alvará de 18 de Maio de 1814, e de sua mulher Maria Cléofas Pereira Caldas.

## Biografia
Era Fidalgo Cavaleiro da Casa Real por Alvará de 11 de Julho de 1823, grande e abastado Proprietário e Capitalista, Negociante de grosso trato da praça comercial de Lisboa, e exerceu importantes cargos: Coronel do Regimento dos Voluntários Reais do Comércio em 1833, durante a Guerra Civil Portuguesa, Par do Reino por Carta de 1 de Setembro de 1834, Senador do Reino eleito pelo Círculo Eleitoral de Santarém em 1839 e pelo Círculo Eleitoral de Lisboa em 1841, novamente Coronel do Regimento de Voluntários do Comércio de 1841 a 1846, 5.º Governador Civil do Distrito de Lisboa de 22 de Maio de 1846 a 2 de Julho de 1846, Membro da Comissão Administrativa do Hospital Real de São José de Lisboa, Vogal Substituto da Junta do Crédito Público, Membro da Comissão Extraordinária da Fazenda Pública, Provedor da Santa Casa da Misericórdia de Lisboa, etc. Era Grã-Cruz da Real Ordem Militar de Nossa Senhora da Conceição de Vila Viçosa e Comendador da Teal Ordem Militar de Nosso Senhor Jesus Cristo.
O título de 1.º Visconde de Benagazil foi-lhe concedido, em sua vida, por Decreto de 2 de Julho e Carta de 29 de Setembro de 1846 de D. Maria II de Portugal. Usou as seguintes Armas: Machado; diferença: uma brica de ouro; timbre: Machado; Coroa de Visconde, aliás de Conde, por ser Par do Reino o 1.º Visconde, as quais foram as Armas concedidas ao seu pai.

## Casamento e descendência
Casou em Lisboa, São Cristóvão, 5 de Março de 1821 com sua prima-irmã Catarina Rita Pereira Caldas (Lisboa, São Cristóvão, 23 de Novembro de 1800 - Lisboa, São Sebastião da Pedreira, sítio das Laranjeiras, Quinta da família, 12 de Setembro de 1855), filha de João Pereira Caldas, grande Capitalista e Fidalgo da Casa Real, e de sua mulher Catarina Rita Jorge, de ascendência materna Italiana, com geração.